# Segaran (Wates)
Segaran is een bestuurslaag in het regentschap Kediri van de provincie Oost-Java, Indonesië. Segaran telt 1794 inwoners (volkstelling 2010).